# Eupithecia laevilignata
Eupithecia laevilignata är en fjärilsart som beskrevs av Charles Théophile Bruand d’Uzelle 1850. Eupithecia laevilignata ingår i släktet Eupithecia och familjen mätare. Inga underarter finns listade i Catalogue of Life.